# Royce da 5'9"
Ryan Daniel Montgomery (Detroit, 5 de julho de 1977), mais conhecido pelo seu nome artístico Royce da 5'9" (pronunciado: "Royce the five nine"), é um rapper estadunidense. Ele é mais conhecido por sua parceria com Eminem e também por sua carreira solo, com faixas produzidas por DJ Premier e Nottz, bem como ghost-writer de P. Diddy e Dr. Dre. Royce é um dos membros do dueto de rap Bad Meets Evil juntamente com Eminem e também faz parte do grupo Slaughterhouse.
Montgomery embarcou pela primeira vez em uma carreira solo com seu primeiro álbum de estúdio, Rock City, em 2002; originalmente previsto para ser lançado no ano anterior, porém, as disputas com a Columbia Records o levaram a um lançamento independente. Ele lançou oito álbuns de estúdio seguintes, incluindo seu mais recente, The Allegory (2020), rendeu a Ryan indicação ao Grammy de Melhor Álbum de Rap em 2021. Ele também formou o supergrupo de hip hop Slaughterhouse com Joe Budden, Joell Ortiz e Kxng Crooked em 2008. Ativo há uma década, o grupo lançou dois álbuns de estúdio, Slaughterhouse (2008) e Welcome to: Our House (2012), com sucesso comercial. Em 2014, formou a dupla de hip hop "PRhyme" em 2014, com o produtor DJ Premier; eles lançaram dois álbuns.

## Reunião da Bad Meets Evil
Depois de Royce ter se reconciliado com Eminem, a dupla começou a trabalhar novamente em novas músicas e lançou o álbum Hell: The Sequel em 14 de Junho de 2011, com o rótulo de Eminem Shady Records. Dois singles do EP foram lançadas: "Fast Lane" e "Lighters", com Bruno Mars. O álbum foi certificado Ouro pela RIAA.

## Discografia

### Álbuns solo
- Rock City (2000)
- Death Is Certain (2004)
- Independent's Day (2005)
- Street Hop (2009)
- Success Is Certain (2011)
- PRhyme (2014)
- Book of Ryan (2018)
- The Allegory (2020)

### Álbuns em colaboração
- Slaughterhouse (com Slaughterhouse) (2009)
- Slaughterhouse EP (com Slaughterhouse) (2009)
- Hell: The Sequel (com Eminem) (2011)

### Extended plays
- The Revival EP (2009)

### Mixtapes & álbuns de compilação
- Bad Meets Evil (1999)
- Build & Destroy (2003)
- M.I.C.: Make It Count (2004)
- The Bar Exam (2007)
- The Bar Exam 2 (2008)
- The Bar Exam 2: The Album (2008)
- The Bar Exam 3: The Most Interesting Man (2010)